# Florin Livadaru
Florin Livadaru (ur. 18 listopada 1955) – rumuński pięściarz, uczestnik Letnich Igrzysk Olimpijskich w 1980 roku w Moskwie.

## Igrzyska olimpijskie
Florin Livadaru wystąpił na igrzyskach olimpijskich w Moskwie w 1980 w wadze lekkiej. W tych zawodach wygrał dwa razy z Tadessem Hailem, reprezentującym Etiopię, oraz Seána Doyle’a z Irlandii. W ćwierćfinale przegrał z reprezentantem Polski Kazimierzem Adachem. Wszystkie walki zostały zakończone przed czasem.